# Festival Internacional de Cine de Gijón
El Festival Internacional de Cine de Gijón/Xixon (también conocido por su nombre en asturiano: Festival Internacional de Cine de Xixón o las siglas FICX) es un certamen cinematográfico que se celebra en Gijón (Asturias). Desde 2017 en director del festival es el periodista, programador y cineasta Alejandro Díaz Castaño.

## Historia
El Festival se remonta al año 1963. Surgió a iniciativa de Isaac del Rivero Sr., dibujante y publicista, quien lo dirigió durante sus primeras 19 ediciones, presentando su dimisión en diciembre de 1981.
El primer año en el que se celebró recibió el nombre de Certamen Internacional de Cine y TV Infantil. Entre 1964 y 1968 conservó el mismo nombre, aunque cambiando la parte final "infantil" por "para niños". Entre 1969 y 1976 la TV dejó de aparecer en el nombre oficial del certamen. A partir de 1977 y hasta 1987 (con pequeñas variantes en 1984, 1986 y 1987) utilizó el nombre de Certamen Internacional de Cine para la Infancia y la Juventud. Aunque ya en 1986 empezó a anteponer a este nombre el de Festival Internacional de Cine de Gijón, este nombre no quedará como el único hasta la edición del año 1988. Sus orígenes como festival para la infancia y la juventud, primero del mundo en esta especialidad,  explican el especial interés que este festival ha prestado siempre al público más joven. Todos los años hay un jurado compuesto por jóvenes entre 17 y 25 años, que se selecciona entre aquellos que lo solicitan.
En 1995 fue nombrado director José Luis Cienfuegos, tras la destitución de Juan José Plans. En aquel momento el Festival dependía de la Sociedad Mixta de Turismo y Festejos de Gijón, S.A., que se ocupaba de actividades tanto turísticas como culturales de la ciudad. El actual director, Alejandro Díaz Castaño, fue elegido en 2017 tras un concurso público, en sustitución de Nacho Carballo, destituido en 2016.
La reinauguración del Teatro Jovellanos y el progresivo aumento de las actividades culturales, musicales y de ocio de la ciudad llevó a dicha sociedad, a principios de 1996, a dividirse en dos, formándose, en mayo de 1996 la Entidad Mercantil Artístico-Musical Teatro Municipal Jovellanos de Gijón, S.A., que posteriormente pasó a llamarse Divertia S.A., y que hoy en día organiza el evento junto al Ayuntamiento de la ciudad.

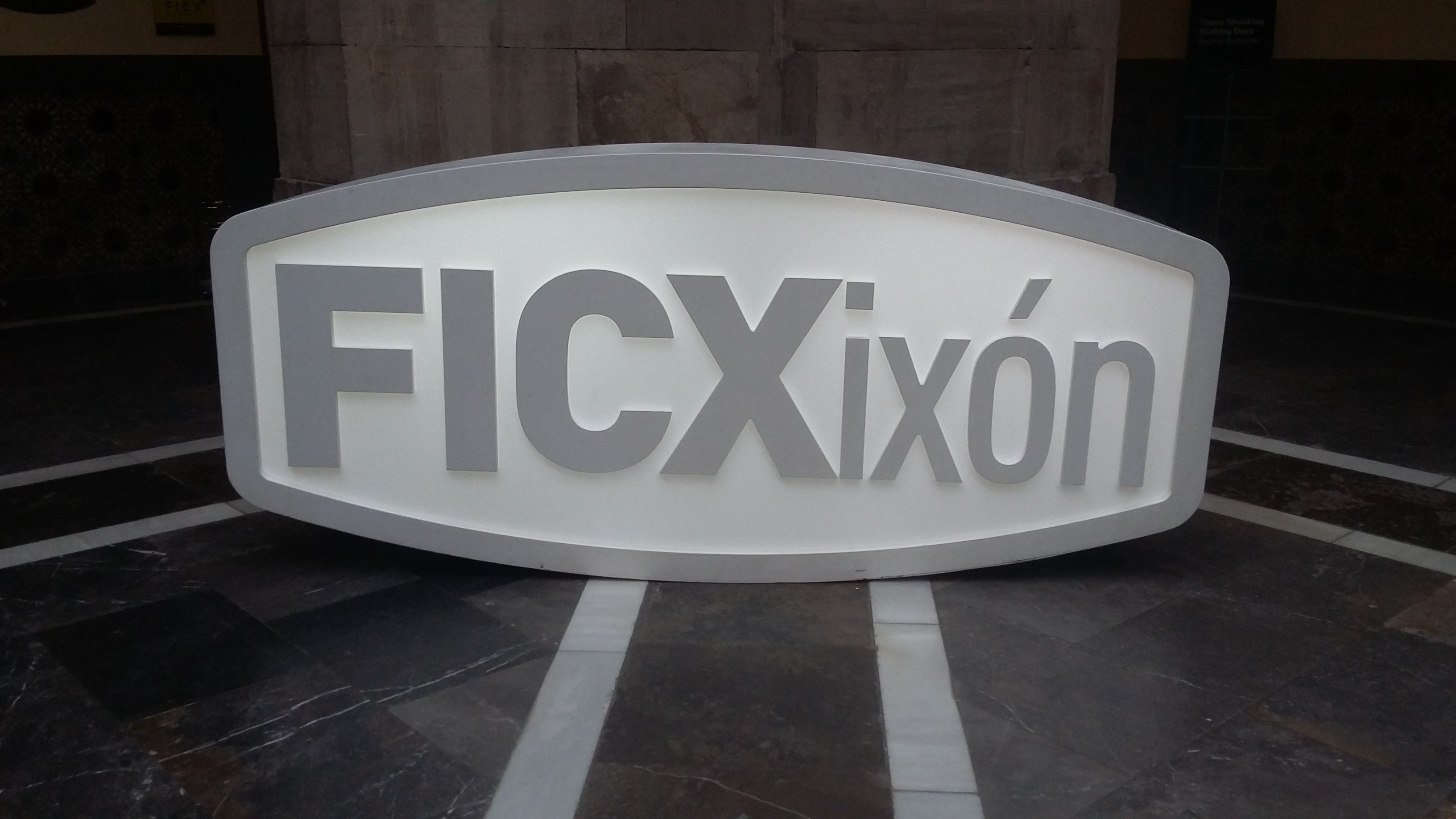
FICX Gijón 2017

Esta entidad se ocupa de la gestión del Teatro Jovellanos, del área de Festejos de la ciudad y también de la organización del Festival Internacional de Cine de Gijón, tiene sus oficinas en la Casa de la Palmera, aunque el FICX las tenga en la Antigua Escuela de Comercio.
A lo largo de los últimos años han pasado por el Festival de Gijón algunos de los más prestigiosos profesionales del cine independiente a nivel mundial. Han visitado este festival, entre otros, Darren Aronofsky Abbas Kiarostami, Aki Kaurismäki, Todd Haynes, Pedro Costa, Paul Schrader, Joao Cesar Monteiro, Seijun Suzuki, Jem Cohen, Kenneth Anger, Ulrich Seidl, Hal Hartley, Lukas Moodysson, Tsai Ming-liang, Claire Denis, Todd Solondz, Bertrand Bonello, Apichatpong Weerasethakul, Monte Hellman, Ruben Östlund, Philippe Garrel, Lisandro Alonso, John Carroll Lynch, Whit Stillman, Víctor Erice, José Luis Cuerda, Tizza Covi y Rainer Frimmel, Isabel Coixet o Carla Simón.

## Actividades en el marco del FICX

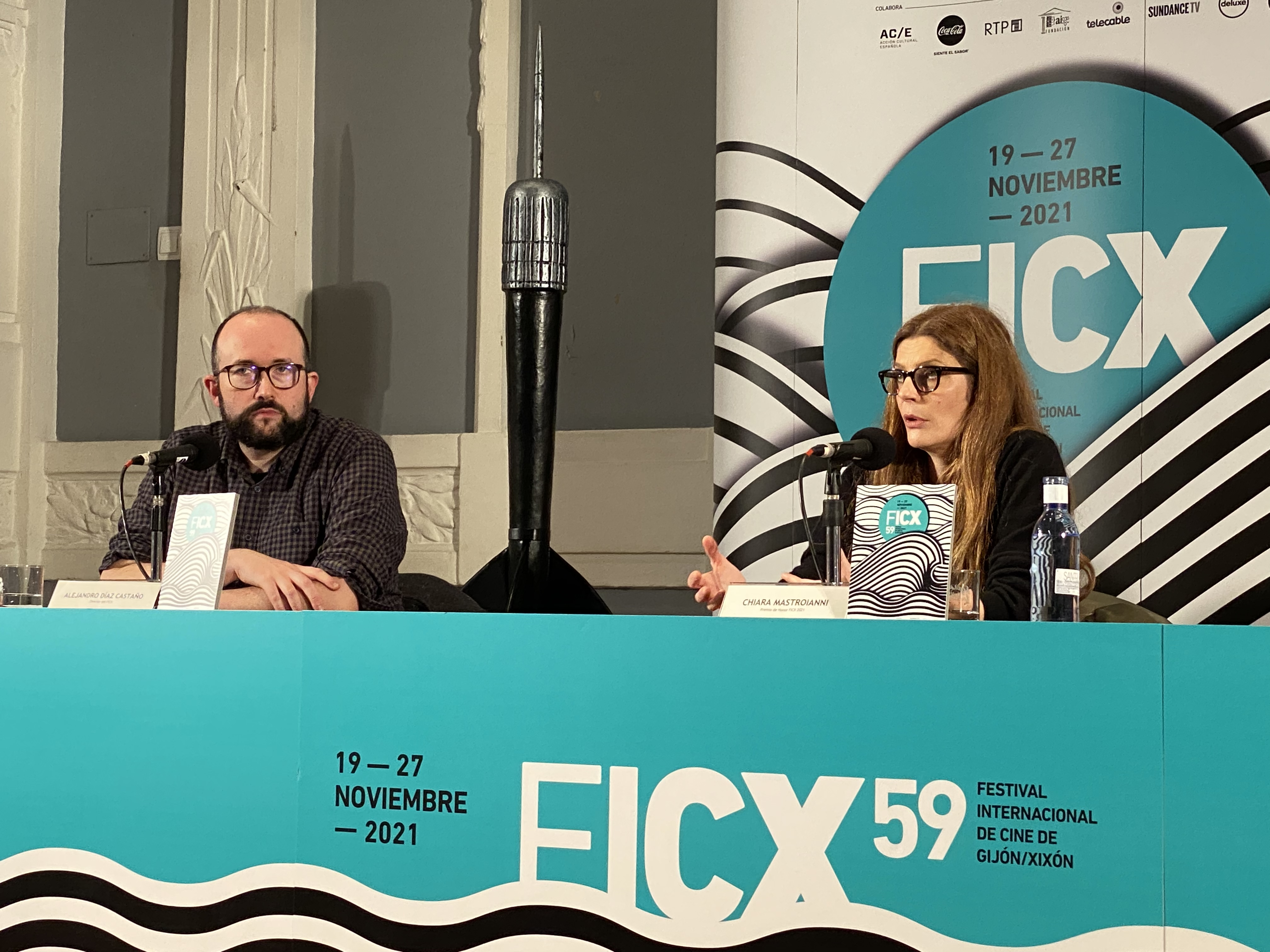
FICX59 Chiara Mastroianni y Alejandro Díaz Castaño

Durante la celebración del Festival Internacional de Cine de Gijón se organizan cursos, mesas redondas, encuentros con los directores y conciertos diarios, además de fiestas con música en directo. 
Desde 1997 en el marco del festival se organiza Pantalla para un debate, un espacio impulsado por la Tertulia Feminista Les Comadres en el que anualmente se amadrina una película o documental para hacer visible el trabajo de las mujeres en el cine.
Desde 2017, el festival lleva a cabo los FICX Industry Days, jornadas de encuentros profesionales.
En la 50.ª edición del Festival Internacional de Cine de Gijón, se añadieron nuevas secciones a las ya existentes, como AnimaFICX, sección creada para largometrajes y cortometrajes de animación. En su 55 edición se creó una sección dedicada al cine no reciente, proyectado en formato fotoquímico (35mm), y en su 56 edición arranca una colaboración con el Festival de San Sebastián, bajo el nombre CROSSROADS - ZINEMALDIA | FICX.

## Premios
El FICX otorga varios premios en las diferentes secciones competitivas de su programa contando con un Jurado Internacional (formado por profesionales de diferentes países), un Jurado Joven (formado por jóvenes de entre 17 y 26 años) y, desde 2005 un Jurado FIPRESCI (Federación Internacional de Críticos Cinematográficos) y también colabora en otras iniciativas con el objeto de promover la industria cinematográfica en Asturias.

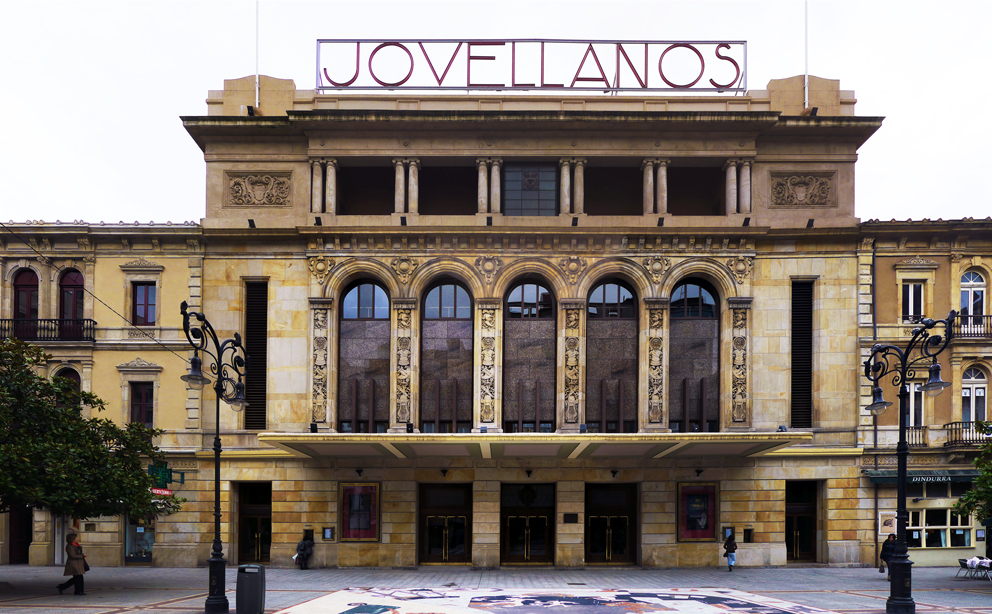
Teatro Jovellanos, sede de la entrega de premios

- Palmarés FICX59[6]
- Palmarés FICX60[7]
- Palmarés FICX61[8]
- Palmarés FICX62[9]

### Premio Principado de Asturias al Mejor Largometraje
- 1994: Mis aventuras con Nanuk el esquimal (Kabloonak) de Claude Massot (Canadá)
- 1995: Heavy de James Mangold (Estados Unidos)
- 1996: Floating Life de Clara Law (Estados Unidos)
- 1997: Made in Hong-Kong (Xianggang zhizao) de Fruit Chan (Hong Kong)
- 1998: Orphans de Peter Mullan (Reino Unido)
- 1999: Abendland, de Fred Kelemen (Alemania)
- 2000: Last Resort de Pawel Pawlikowski (Reino Unido)
- 2001: Días perros (Hundstage) de Ulrich Seidl (Austria)
- 2002: Lilja 4-ever, de Lukas Moodysson (Suecia)
- 2003: Schultze Gets the Blues de Michael Schorr (Alemania)
- 2004: Vento di Terra de Vincenzo Marra (Italia)
- 2005: Ultranova de Bouli Lanners (Bélgica)
- 2006: Sehnsucht de Valeska Grisebach (Alemania)
- 2007: Bang Bang Wo Ai Shen de Lee Kang-Sheng (Taiwán)
- 2008: Liverpool de Lisandro Alonso (Argentina)
- 2009: La Pivellina, de Tizza Covi y Rainer Frimmel (Italia, Austria)
- 2010: Marţi, după Crăciun, de Radu Muntean (Rumania)
- 2011: La guerre est déclarée, de Valérie Donzelli (Francia)
- 2012: About the Pink Sky, de Keiichi Kobayashi (Japón)[10]
- 2013: Ida de Pawel Pawlikowski (Polonia)
- 2014: Titli, de Kanu Behl (India)
- 2015: Right Now, Wrong Then (Ji-geum-eun-mat-go-geu-ddae-neun-teul-li-da) de Hong Sang-soo (Corea del Sur)
- 2016: Glory de Kristina Grozeva y Petar Valchanov (Bulgaria)
- 2017: En attendant les barbares, de Eugène Green (Francia, 2017)
- 2018: Hotel by the River, de Hong Sang-soo (Corea del Sur, 2018)
- 2019: Vitalina Varela, de Pedro Costa (Portugal, 2019)
- 2020: Marygoround, de Daria Woszec (Polonia, 2020) compartido con 9 fugas, de Fon Cortizo (España, 2020)

- 2021: Rien à foutre de Emmanuel Marre y Julie Lecoustre (Bélgica, Francia, 2021)
- 2022: Metronom de Alexandru Belc (Rumanía, Francia, 2022)
- 2023: De Facto de Selma Doborac (Austria, Alemania, 2023)
- 2024: By the Stream de Hong Sangsoo (República de Corea, 2024)

### Premio Principado de Asturias al Mejor Cortometraje
- 1994: menciones especiales (no fue premio hasta 1995):
  - Xicu'l Toperu de Gonzalo Tapia Suárez (España)
  - High Castle de Michio Harada
  - Stand Back de Blaise Chakir (Alemania)
- 1995: Ventimiglia de Fulco Lorenzo y Marc van Uchelen (Países Bajos)
- 1996: Esposados de Juan Carlos Fresnadillo (España)
- 1997: Possum de Brad McGann (Nueva Zelanda)
- 1998: Hund de Clemens Schönborn (Alemania)
- 1999: Hongos de Manuel Salazar (España)
  - Mención especial: De zone de Ben van Lieshout (Países Bajos).
- 2000: Better or Worse? de Jocelyn Cammack (Reino Unido).
- 2001: Les chaussettes sales de David Lanzmann (Francia).
- 2002: Am see de Ulrike von Ribbeck (Alemania).
- 2003: 7:35 de la mañana de Nacho Vigalondo (España).
- 2004 (ex aequo):
  - Bregman, el Siguiente de Federico Veiroj (Uruguay, España); y
  - Srce Je Kos Mesa de Jan Cvitkovič (Eslovenia)
- 2005: Flesh' de Edouard Salier (Francia)
- 2006: Primera nieve de Pablo Agüero (Francia, Argentina)
- 2007: Liudi iz kamnya de Leonid Rybakov (Rusia)
- 2009: Bingo de Timur Ismailov (Países Bajos)
- 2010: Coming Attractions de Peter Tscherkassky  (Austria, 2010).
- 2011: At the Formal de Andrew Kavanagh (Australia) ex aequo con Meteor de Christoph Girardet y Matthias Müller (Alemania).
- 2012: Abgestempelt (Punched), de Michael Rittmannsberger (Austria)
- 2013: EX AEQUO: Parvaneh de Talkhon Hamzavi y Cargo Cult de Bastien Dubois
- 2017: La bouche, de Camilo Restrepo (Francia)
- 2018: Imperial Valley, de Lukas Marxt (Austria, 2018) | Premio "Arcu Atlánticu": La casa de Julio Iglesias, de Natalia Marín (España, 2018)
- 2019: Lonely Rivers, de Mauro Herce (España, 2019)
- 2020: To grow under a wild cherry tree, de Agata Olteanu (Rumania, 2020)
- 2021: Train Again de Peter Tscherkassky (Austria, 2021)[11]
- 2023: Blow! de Neus Ballús
- 2024: Campolivar Alicia Moncholí

### Premio a la Mejor Dirección
| Año  | Director/a                              | Obra                                                 |
| ---- | --------------------------------------- | ---------------------------------------------------- |
| 1994 | Claude Massot (Ganador)                 | Mis aventuras con Nanuk el esquimal.                 |
| 1995 | Michael Rymer (Ganador)                 | Angel Baby                                           |
| 1996 | Clara Law (Ganadora)                    | Floating Life                                        |
| 1997 | Tom Tykwer (Ganador)                    | Winter sleepers: soñadores (Winterschläfer)          |
| 1998 | Thomas Vinterberg (Ganador)             | La celebración (Festen)                              |
| 1999 | Zhang Yuan (Ganador)                    | Diecisiete años (guò nián huí jiā)                   |
| 2000 | Lukas Moodysson (Ganador)               | Juntos (Tillsammans).                                |
| 2001 | Majid Majidi (Ganador)                  | Baran (Lluvia)                                       |
| 2002 | Iain Dilthey (Ganador)                  | Das Verlangen                                        |
| 2003 | Michael Schorr (Ganador)                | Schultze Gets the Blues.                             |
| 2004 | Pablo Trapero (Ganador)                 | Familia rodante                                      |
| 2005 | Jean-Marc Vallée (Ganador)              | C.R.A.Z.Y.                                           |
| 2006 | Maziar Miri (Ganador ex aequo)          | Be Ahestegi (Gradually)                              |
| 2006 | Mahamat Saleh Haroun (Ganador ex aequo) | Daratt                                               |
| 2007 | Aleksey Balabanov (Ganador)             | Gruz 200 (Cargo 200)                                 |
| 2009 | Lynn Shelton (Ganadora)                 | Humpday                                              |
| 2010 | Kelly Reichardt (Ganadora)              | Meek’s Cutoff                                        |
| 2011 | Ruben Östlund (Ganador)                 | Play (película)                                      |
| 2012 | Lee Sang-Woo (Ganador)                  | Barbie                                               |
| 2013 | Jeremy Saulnier (Ganador)               | Blue Ruin                                            |
| 2017 | Ana Urushadze (Ganadora)                | Scary Mother                                         |
| 2018 | Radu Jude (Ganador ex aequo)            | I Do Not Care if We Go Down in History as Barbarians |
| 2018 | Dominga Sotomayor (Ganadora ex aequo)   | Tarde para morir joven                               |
| 2019 | Lou Ye (Ganador)                        | Saturday Fiction                                     |
| 2023 | María Aparicio (Ganadora)               | Las cosas indefinidas                                |
| 2024 | Matthias Glasner (Ganador)              | Dying                                                |

### Premio al Mejor Actor
- 1994: Szabolcs Hajdu, por Jó éjt királyfi (Buenas noches, dulce príncipe).
- 1995: Jason Andrews, por Rhythm Thief.
- 1996: Manuel Alexandre, por El ángel de la guarda.
- 1997: Lothaire Bluteau, por Bent.
- 1998: Gary Lewis, por Orphans.
- 1999: Guillaume Depardieu, por Pola X.
- 2000: Michael Nyquist, por Juntos.
- 2001: John Cameron Mitchell, por Hedwig and the Angry Inch.
- 2002: Adam Sandler, por Punch-Drunk Love.
- 2003: Konstantin Lavronenko, Vladimir Garin e Ivan Drobronravov (ex aequo), por El regreso  (Vozvrashcheniye).
- 2004: Mohammed Khouas, por Lila dit ça.
- 2005: Mark O'Halloran y Tom Murphy (ex aequo), por Adam & Paul.
- 2006: Shia LaBeouf, Channing Tatum, Martin Compston, Adam Scarimbolo y Peter Anthony Tambaki (ex æquo), por A Guide to Recognizing your Saints.
- 2007: Mathieu Amalric, por La question humaine
- 2009: Mark Duplas y Joshua Leonard, por Humpday.
- 2010: Mimi Brănescu, por Marţi, după Crăciun
- 2011: Jérémie Elkaïm, por Declaración de Guerra / La guerre est déclarée.
- 2012: Yosef Carmon, por Epilogue[13]
- 2013: Alexandre Landry por Gabrielle
- 2017: Harry Dean Stanton (póstumo) por Lucky
- 2018: Ki Joo-bong, por Hotel by the River
- 2019: Marc Maron, por Sword of Trust
- 2020: Conrad Mericoffer, por Poppy Field (Rumania, 2020 )
- 2021: Jean-Michel Lemoine por Poulet Frites (Francia, Bélgica, 2021)
- 2022: Marc Maron por To Leslie (EEUU, 2022)
- 2023: Temiko Chinchinadze por Blackbird Blackbird Blackberry (Georgia, Suiza, 2023)
- 2024: Abou Sangaré por L'Histoire de Souleymane (Francia, 2024)

### Premio a la Mejor Actriz
- 1994: Ghita Norby, por Det bli'r i familien (Asuntos de familia).
- 1995: Renee Humphrey y Alicia Witt (ex aequo), por Fun.
- 1996: Dina Panozzo, por Fistful of Flies.
- 1997: Samantha Morton, por A flor de piel .
- 1999: Hilary Swank, por Boys Don't Cry.
- 2000: Dina Korzun, por Last Resort.
- 2001: Eva Löbau, por Ich werde dich auf Händen tragen.
- 2002: Oksana Akínshina, por Lilja 4-ever.
- 2003: Frances McDormand, por La calle de las tentaciones (Laurel Canyon).
- 2004: Graciana Chironi, por Familia rodante.
- 2005: Tilda Swinton, por Thumbsucker.
- 2006: Sima Mobarak-Shahi, Shayesteh Irani, Ayda Sadeqi, Golnaz Farmani y Mahnaz Zabihi,  (ex aequo) por Offside.
- 2007: Marie-Christine Friedrich, por Tout est pardonné.
- 2009: Patricia Gerardi, por La Pivellina.
- 2010: Mirela Oprișor y Maria Popistașu, por Marţi, după Crăciun.
- 2011: Valérie Donzelli, por La guerre est déclarée.
- 2012: Golshifteh Farahani, por The Patience Stone.
- 2013: Agata Kulesza por Ida
- 2017: Kim Min-hee por On the Beach at Night Alone[14]
- 2018: Olivia Colman, por La Favorita
- 2020: Grazyna Misiorowska, por Marygoround (Polonia, 2020)
- 2021: Anastasia Budiashkina por Olga (Suiza, Francia, Ucrania, 2021)
- 2022: Andrea Riseborough por To Leslie (EEUU, 2022)
- 2023: Eka Chavleishvili por Blackbird Blackbird Blackberry (Georgia, Suiza, 2023)
- 2024: Kim Minhee por By the Stream (República de Corea, 2024)

### Premio al Mejor Guion
- 1994: Istvan Kardos, por Buenas noches, dulce príncipe.
- 1995: James Mangold, por Heavy.
- 1996: Karine Sudan, por Miel et Cendres.
- 1997: Fruit Chan, por Made in Hong-Kong.
- 1998: Hans Christian Schmid, por 23.
- 1999: Andrew McGahan, por Praise.
- 2000: Lukas Moodysson, por Juntos.
- 2001: Majid Majidi, por Baran (Lluvia).
- 2002: Paul Thomas Anderson, por Punch-Drunk Love.
- 2003: Vladimir Moiseyenko y Alexander Novototsky, por El regreso.
- 2004: Ziad Doueiri, por Lila dit ça.
- 2005: Jean-Marc Vallée y François Boulay, por C.R.A.Z.Y.
- 2006: John Cameron-Mitchell, en colaboración con sus actores, por Shortbus.
- 2007: Ariel Rotter, por El otro.
- 2009: Philippe Lioret, Emmanuel Courcol y Olivier Adam, por Welcome.
- 2010: Benjamin Heisenberg, y Martin Prinz, por Der Räuber.
- 2011: Santiago Mitre, por El estudiante.
- 2012: Amir Manor, por Epilogue
- 2013: Paweł Pawlikowski y Rebecca Lenkiewicz por Ida
- 2017: Stephan Komandarev, por Directions
- 2018: Hong Sang-soo, por Hotel by the River

### PremioGil Parrondoa la Mejor Dirección Artística
- 1994: Angelika Kraus, por El verano olímpico (Der olympische sommer)
- 1995: Alexei Aguzarov, por el cortometraje Mausoleum
- 1996: Thérèse DePrez, por Yo disparé a Andy Warhol
- 1997: Alexander Manasse, por Winter sleepers: soñadores
- 1998: Jacques Rouxel, por Zonzon
- 1999: Harmony Korine, por Julien, Donkey Boy
- 2000: Chris Wong, por Xilu xiang
- 2001: Ek Iemchuen, por Las lágrimas del tigre negro (Fah talai jone)
- 2002: Daniel Bradford, por The Good Girl
- 2003: Natascha E. Tagwerk, por Schultze Gets the Blues.
- 2004: Antoine Platteau, por À tout de suite.
- 2005: Patrice Bricault-Vermette, por C.R.A.Z.Y.
- 2006: Jody Asnes, por Shortbus.
- 2007: Antoine Platteau, por La question humaine.
- 2008: David Polonskey, por Waltz with Bashir
- 2009: Gustavo Ramírez, por Mal día para pescar
- 2010: Vali Ighigheanu, por Aurora
- 2011: Elena Zhukova, por Fausto
- 2012: Dragan Denda, por Djeca[15]
- 2013: Katarzyna Sobanska y Marcel Slanwinski por Ida de Pawel Pawlikowsko

### Premio Especial del Jurado
- 1994: Sakali leta, de Jan Hrebejk.
- 1995 (ex aequo):
  - No olvides que vas a morir (N'oublie pas que tu vas mourir), de Xabier Beauvois;
  - Alpsee (cortometraje), de Matthias Muller.
- 1996: Kevin Corrigan, Steve Parlavecchio, Lee Holmes y Matthew Hennessey, por Bandwagon.
- 1997: Gummo, de Harmony Korine.
- 1998: Beshkempir, de Aktan Abdykalikov.
- 1999: El color del Paraíso  (Rang-e khoda), de Majid Majidi.
- 2000: Un tiempo para caballos borrachos (Zamani barayé masti asbha), de Bahman Ghobadi.
- 2001: Maria Hofstätter, por Días perros.
- 2002: Heremakono, de Abderrahmane Sissako.
- 2003: El regreso, de Andréi Zviáguintsev.
- 2004: Wild Side, de Sébastien Lifshitz.
- 2005 (ex aequo):
  - Iron Island, de Mohammad Rasoolof;
  - Workingman's Death de Michael Glawogger.
- 2006: Hei Yan Quan (I Don't Want to Sleep Alone), de Tsai Ming-Liang.
- 2007: El silencio antes de Bach, de Pere Portabella.
- 2009: Le roi de l'evasión, de Alain Guiraudie.
- 2010: Tilva Rosh, de Nikola Ležaic.
- 2011: Iceberg, de Gabriel Velázquez.
- 2012: Beyond The Hills, de Cristian Mungiu.[10]
- 2013: Los insólitos peces gato de Claudia Sainte-Luce
- 2016: Glory de Kristina Grozeva y Petar Valchanov[16]
- 2017: Karim Moussaoui, por Until the Birds Return
- 2017: Ramón Lluís Bande, por Cantares de una revolución
- 2024: Marta Mateus por Fogo do Vento[17]

### Mención Especial del Jurado de Cine Español
- 2020: Transoceánicas, de Meritxell Colell Aparicio y Lucía Vassallo

### Premio FIPRESCI
- 2005: Ultranova, de Bouli Lanners.
- 2006: Sehnsucht (Longing), de Valeska Grisebach.
- 2007: Cochochi, de Laura Amelia Guzmán e Israel Cárdenas.
- 2008: Una semana solos, de Celina Murga.
- 2009: Francesca, de Bobby Paunescu.
- 2010: Meek’s Cutoff , de Kelly Reichardt.
- 2011: Terri de Azazel Jacobs.
- 2012: The Patience Stone, de Atiq Rahimi.
- 2013: Henri de Yolande Moreau
- 2017: Manuel, de Dario Albertini
- 2018: Winter Flies, de Olmo Omerzu
- 2020: Chaco, de Diego Mondaca
- 2021: Palestra de Basovih Marinaro y Sofía Jallinsky (Argentina, 2021)
- 2023: Los restos del pasar Luis (Soto) Muñoz, Alfredo Picazo (España, 2023)
- 2024: Algo viejo, algo nuevo, algo prestado de Hernán Rosselli (Argentina, España, Portugal, 2024)

### Premio del Jurado Joven al Mejor Largometraje
- 1994 (ex aequo):
  - Mis aventuras con Nanuk el esquimal, de Claude Massot.
  - The Imitators, de Richie Winearls.
- 1995: Fun, de Rafal Zielinski.
- 1996: Fistful of Flies, de Monica Pellizzari.
- 1997: Eva y Adán (Adam & Eva), de Hannes Holm y Mans Herngren.
- 1998: Buffalo 66, de Vincent Gallo.
- 1999: El color del paraíso, de Majid Majidi.
- 2000: Juntos, de Lukas Moodysson.
- 2001: Late Night Shopping, de Saul Metzstein.
- 2002: Lilja 4-ever, de Lukas Moodysson.
- 2003: Quiéreme si te atreves (Jeux d'enfants), de Yann Samuell.
- 2004: Lila dit ça, de Ziad Doueiri.
- 2005: CRAZY, de Jean-Marc Vallée.
- 2006: Offside, de Jafar Panahi.
- 2007: Juno, de Jason Reitman.
- 2008: Waltz with Bashir, de Ari Folman.
- 2009: Welcome, de Philippe Lioret.
- 2010: Blue Valentine, de Derek Cianfrance.
- 2011: El estudiante, de Santiago Mitre.
- 2012: The Patience Stone, de Atiq Rahimi.
- 2013: Ida de Pawel Pawlikowski
- 2020: Como el cielo después de llover, de Mercedes Gaviria Jaramillo

### Premio del Jurado Joven al mejor cortometraje
- 1994 - Xicu'l Toperu de Gonzalo Tapia Suárez
- 1995 - Ventimiglia de Fulco Lorenzo y Marc Van Uchelen
- 1996 -
  - Esposados de Juan Carlos Fresnadillo
  - Te lo mereces de Felipe J. Luna  España
- 1997 - Hilda Humphrey de Nick Lyon  Alemania
- 1998 - Los Díaz Felices de Chiqui Carabante  España
- 1999 - El Beso de la Tierra de Lucinda Torre  España
- 2000 - Who's my favourite girl? de Adrian J. McDowall  Reino Unido
- 2001 - La primera vez de Borja Cobeaga  España
- 2002 - Rosso Fango de Paolo Ameli  Italia
- 2003 - L'homme sans tête de Juan Solanas  Francia -  Argentina
- 2004 - Flatlife de Jonas Geinaert  Bélgica
- 2005 - Tube Poker dirigido por Simon Levene  Reino Unido
- 2006 - Noen Ganger Gjør Det Vondt (Sometimes it Hurts) dirigido por Geir Henning Hopland  Noruega
- 2007 - Le Mozart des pickpockets dirigido por Philippe Pollet-Villard  Francia
- 2008 - Varmints  dirigido por Marc Craste  Francia
- 2009 - L'homme est le seul oiseau qui porte sa cage  dirigido por Claude Weiss  Francia
- 2010 - Todos vós sodes capitáns  dirigido por Oliver Laxe  España
- 2011 - Voice Over dirigido por Martín Rosete  España
- 2012 - Abgestempelt (Punched) de Michael Rittmannsberger  Austria
- 2013 - La prima legge di Newton de Piero Messina

### Premio al Mejor Largometraje Español
- 2019: My Mexican Bretzel, de Nuria Giménez Lorang
- 2020: Entre perro y lobo, de Irene Gutiérrez
- 2021: Una película sobre parejas de Natalia Cabral y Oriol Estrada (República Dominicana, 2021)[11]

## Premio Mujer de Cine
- 2021, Icíar Bollaín
- 2020, Marisol Carnicero
- 2019, Cristina Huete
- 2018, Esther García Rodríguez
- 2017, Isabel Coixet
- 2016, Mercedes Sampietro

## Premio Isaac del Rivero a la Trayectoria Artística

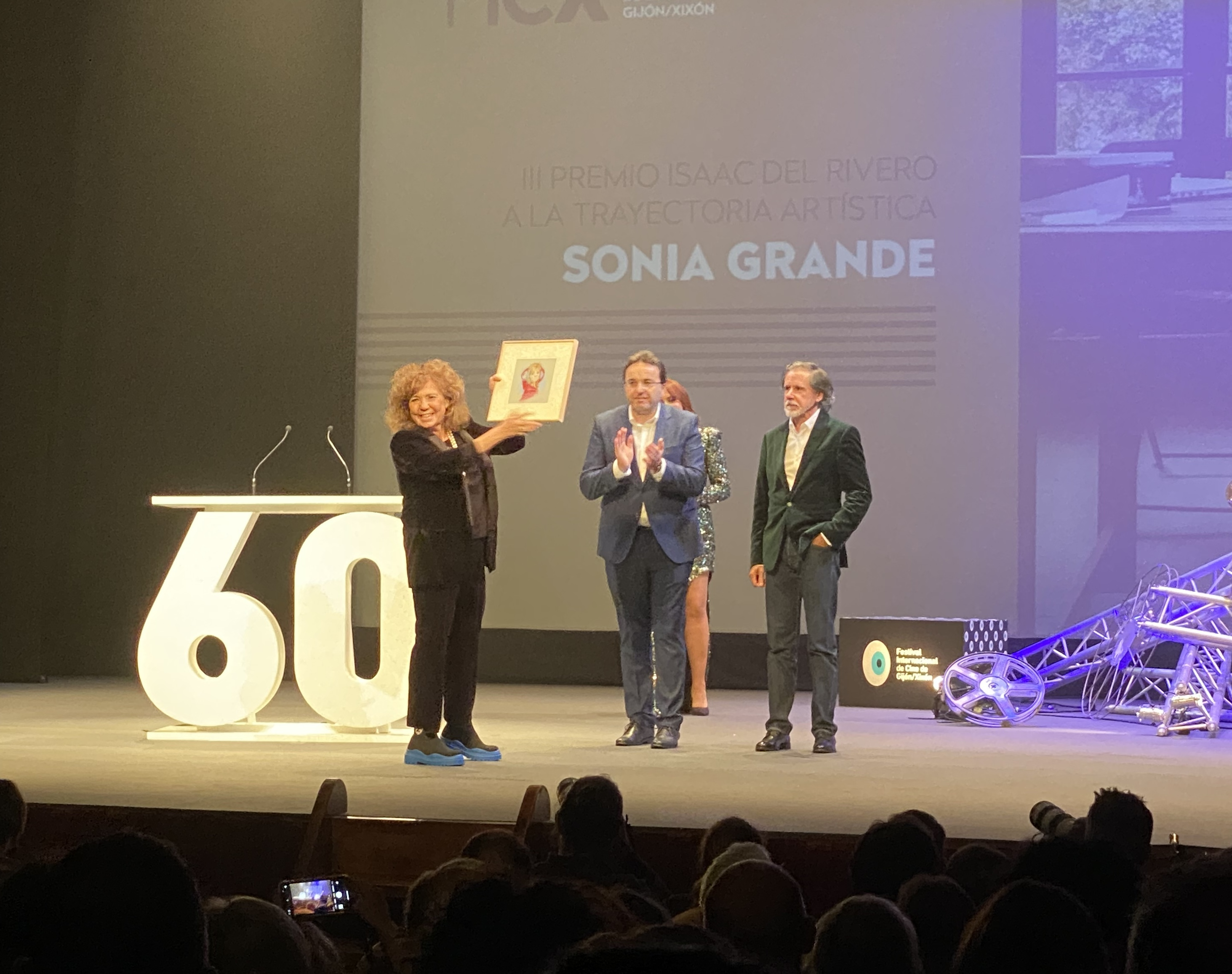
Sonia Grande, III Premio Isaac del Ribero FICX60

Tras el fallecimiento de Isaac del Rivero en 2019, en reconocimiento de la creación del Certamen Internacional de Cine para la Infancia y la Juventud, el Festival Internacional de Cine de Gijón instauró un premio con su nombre que reconoce la trayectoria artística de profesionales con vinculación a Asturias.
- 2019, Javier Gutiérrez Álvarez
- 2020, Gonzalo Suárez

- 2022, Sonia Grande

## Premio Nacional de Cinematografía Nacho Martínez
En homenaje al actor asturiano Nacho Martínez.
- 2019, Ernesto Alterio.[19]
- 2018, Juan Diego
- 2017, Verónica Forqué
- 2016, Lluís Homar
- 2015, José Sacristán
- 2014, Imanol Arias
- 2013, Carmelo Gómez
- 2012, Luis San Narciso; Premio de Honor 50.º aniversario, Gil Parrondo.
- 2011, Montxo Armendáriz
- 2010, Charo López
- 2009, Ángela Molina
- 2008, Mercedes Sampietro
- 2007, Marisa Paredes
- 2006, Maribel Verdú
- 2005, Assumpta Serna
- 2004, Eusebio Poncela
- 2003, Gonzalo Suárez
- 2002, Juan Echanove

## Premio Rambal
En 2021, el FICX creó el Premio Rambal, en homenaje al gijonés Rambal, como reconocimiento a cineastas y/o producciones LGTBI participantes en el festival.
- 2021: Moneyboys[21]
- 2022: Dustin Lance Black[22]
- 2023: Agustí Villaronga[23]

## Premio Comadre de Cine

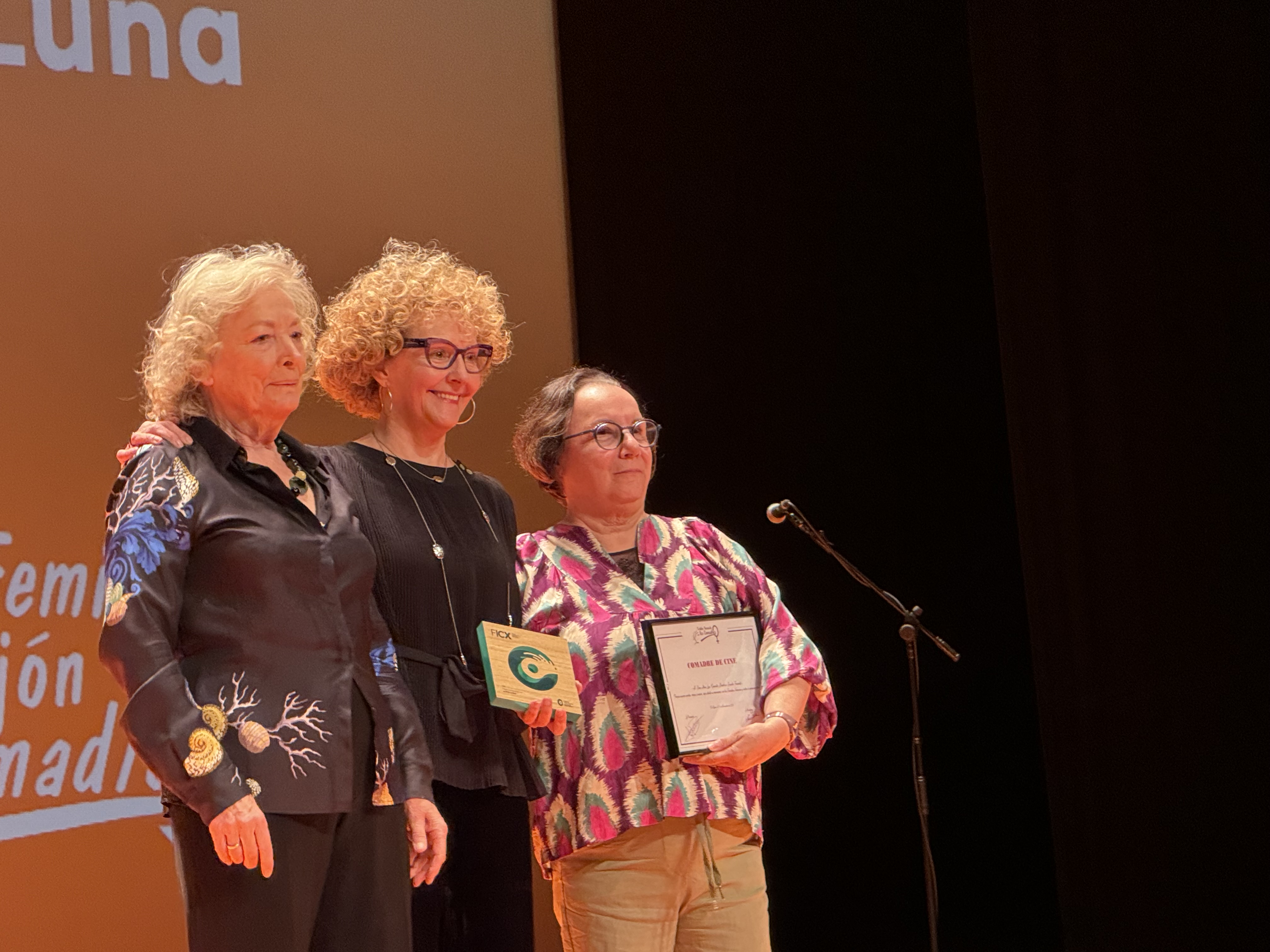
Alicia Luna premio Comadre de Cine 2023

En 2022 el FICX60 ortorga por primera vez el premio Comadre de Cine en colaboración con la Tertulia Feminista Les Comadres.
- 2022, Patricia Ferreira
- 2023, Alicia Luna
- 2024, Carla Simón[24]